# Бискейн (национален парк)
Национален парк Бискейн (на английски: Biscayne National Park) е национален парк в южна Флорида, САЩ. Паркът се намира на площ 700 квадратни километра, включва залива Бискейн, но 95% от него е вода. Той също така включва коралов риф и няколко острова. На брега са разположени мангрови гори. Едни от основните развлечения са риболов, гмуркане, кану, каяк и ветроходство. Основан е на 18 октомври 1968 г. като национален монумент, който на 28 юни 1980 година е обявен за национален парк.